# 金腹美石鱥
金腹美石鱥（学名：Agosia chrysogaster），又稱長鰭鱥，为輻鰭魚綱鯉形目雅羅魚科的其中一種，分布於北美洲美國亞利桑納州及新墨西哥州、墨西哥西部的科羅拉多河下游流域，本魚體延長而側扁，吻鈍，口亞下位，上頷長於下頷，側線明顯，側線鱗70-95枚，體背部深灰色，體側中央有一條暗黑色縱帶，延伸至尾柄處，體色帶有金色斑點，腹部銀白色，部分雄於個體腹部淡黃色，魚鰭基部淡黃色，尾鰭分叉，上下葉端圓鈍，體長可達10公分，棲息在沙石底質的溪流表層水域，生活習性不明。